# Wawer (organizacja)

Symbol Polski Walczącej

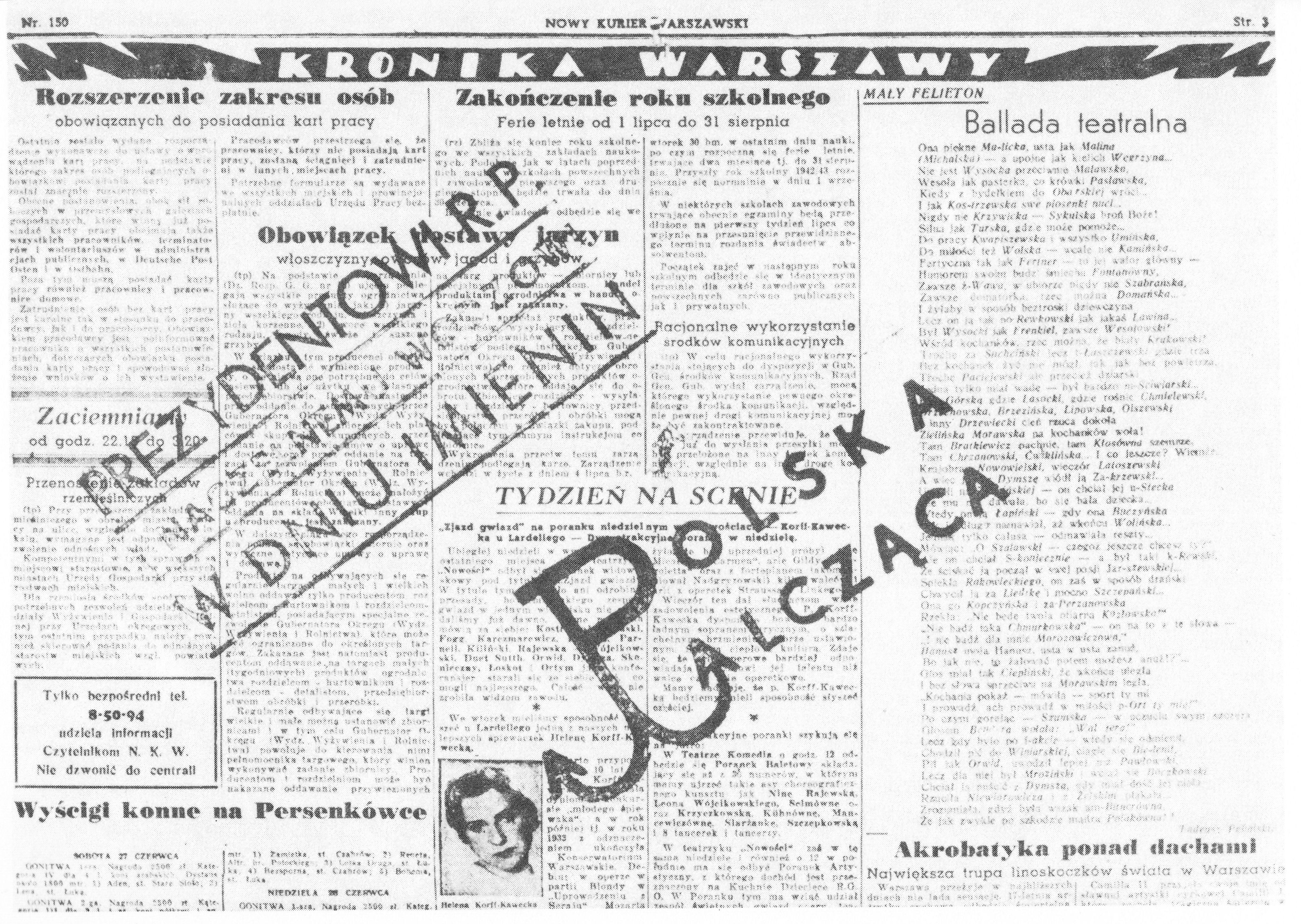
Egzemplarz „Nowego Kuriera Warszawskiego” z 27 czerwca 1942 ostemplowany przez członków „Wawra” życzeniami imieninowymi dla Prezydenta RP Władysława Raczkiewicza i Naczelnego Wodza Władysława Sikorskiego

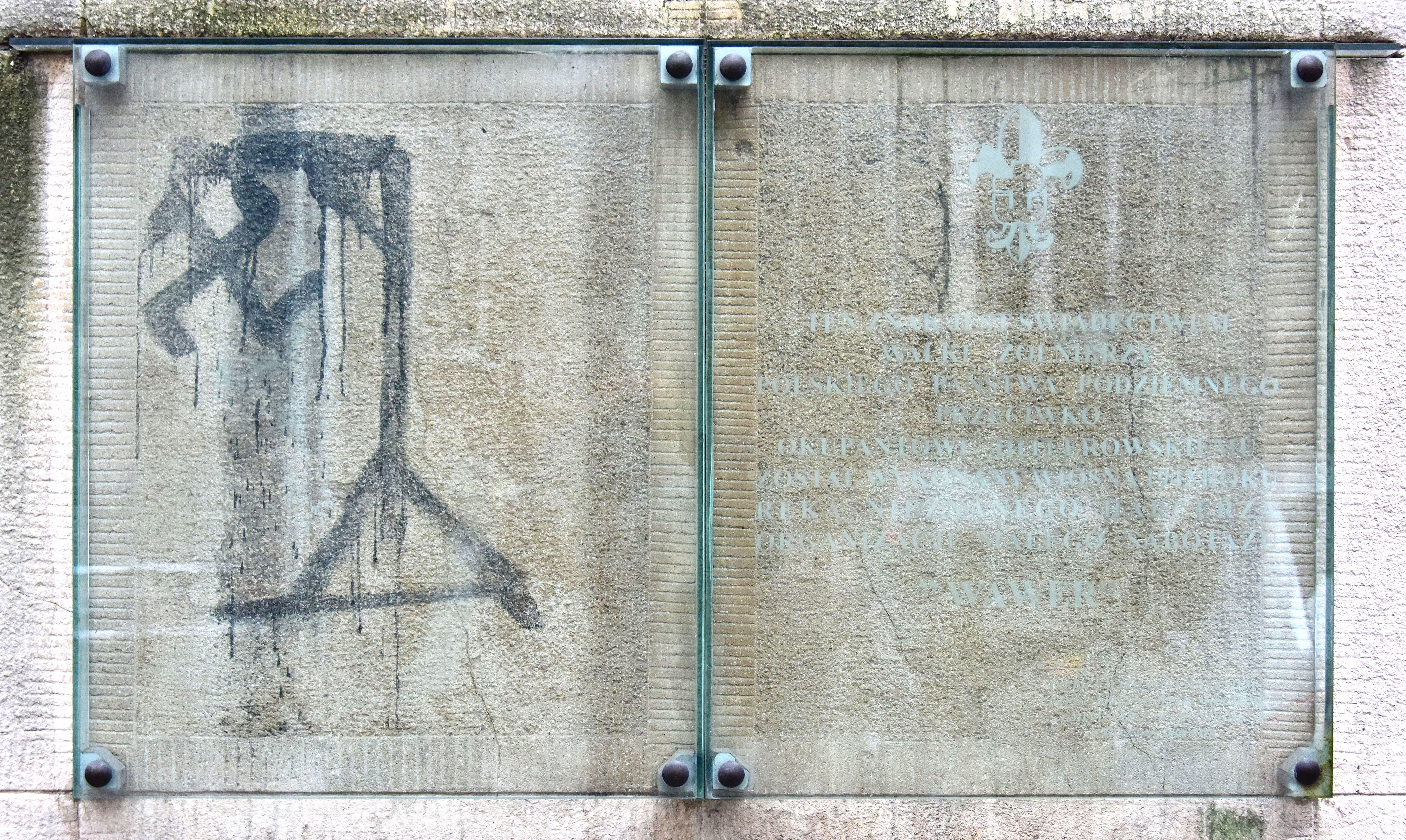
Swastyka na szubienicy z czasów II wojny światowej, namalowana przez jednego z członków „Wawra” przy ul. Ligockiej w Warszawie. Obok tablica upamiętniająca działalność „Wawra”

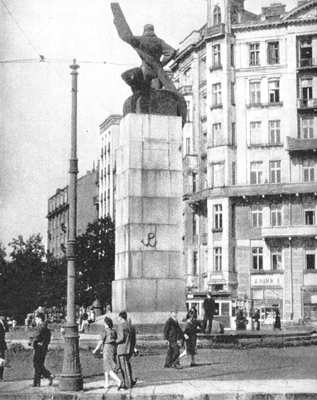
„Kotwica” namalowana przez Jana Bytnara na cokole pomnika Lotnika na placu Unii Lubelskiej

„Wawer”, Organizacja Małego Sabotażu „Wawer” – konspiracyjna organizacja młodzieżowa oparta przede wszystkim na konspiracyjnych strukturach Szarych Szeregów, założona przez Aleksandra Kamińskiego na początku 1940 w Warszawie, podporządkowana Komendzie Głównej Związku Walki Zbrojnej. Stawiała sobie za cel prowadzenie propagandy antyhitlerowskiej i zwalczanie propagandy niemieckiej, stosowała głównie techniki małego sabotażu.
Nazwę przyjęła od miejsca zbrodni dokonanej przez Niemców w nocy z 26/27 grudnia 1939 na 107 Polakach w podwarszawskim Wawrze.
Członkowie Wawra na wzór przyrzeczenia harcerskiego składali przyrzeczenie wawerskie.

## Działalność
W 1941 r. połączyła się z konspiracyjną organizacją młodzieżową „Palmiry” dowodzoną przez Kazimierza Gorzkowskiego o podobnym profilu zadań. Po połączeniu przyjęto wspólną nazwę „Wawer-Palmiry”. Wawer liczył ok. 500 członków, z czego blisko połowę stanowili harcerze z Szarych Szeregów. Struktura organizacyjna „Wawra” opierała się – podobnie jak w Szarych Szeregach – o podział dzielnicowy.
Organizacja prowadziła akcję propagandową, polegającą m.in. na umieszczaniu antyniemieckich napisów, polskich symboli narodowych, znaku Polski Walczącej, kolportowaniu ulotek, malowaniu liter V (ang. Victory), zrywaniu niemieckich plakatów i flag, niszczeniu gablot z fotografiami umundurowanych Niemców, usuwaniu symboli hitlerowskich i gazowaniu kin (dochód z biletów zasilał budżet Wydziału Propagandy Generalnego Gubernatorstwa).
Podejmowano także liczne akcje mające na celu nękanie ludności niemieckiej i volksdeutschów. Tym ostatnim wysyłano różnego typu spreparowane wezwania urzędowe, nakazujące im danego dnia stawienie się w określonym miejscu z metalowymi naczyniami, które jako cenny surowiec wspomogą niemiecki przemysł zbrojeniowy.
Organizacja prowadziła też akcje przemianowywania ulic – wieszano tabliczki z nowymi, antyniemieckimi nazwami, m.in. Aleje Jerozolimskie przemianowano na Aleje gen. Władysława Sikorskiego, ul. Wspólną – na ulicę Polski Podziemnej, al. Zieleniecką – na al. Winstona Churchilla, rondo Waszyngtona – na pl. Roosevelta.
Za namalowanie rekordowej liczby znaków Polski Walczącej Tadeusz Zawadzki „Zośka” otrzymał honorowy pseudonim „Kotwicki”, natomiast Aleksy Dawidowski za zdjęcie niemieckiej tablicy z pomnika Mikołaja Kopernika stojącego na Krakowskim Przedmieściu – pseudonim „Kopernicki”.
Do głośnych akcji Wawra należało wydrukowanie i rozprowadzenie „Dodatku Nadzwyczajnego” do wydawanego przez władze okupacyjne „Nowego Kuriera Warszawskiego”. Konspiracyjny dodatek zawierał aktualne wiadomości z walk Wojska Polskiego na Zachodzie. Dwukrotnie (27 czerwca 1942 i 27 czerwca 1943) część nakładu „szmatławca” została ostemplowana życzeniami imieninowymi dla Prezydenta RP Władysława Raczkiewicza i Naczelnego Wodza Władysława Sikorskiego, a raz – 15 sierpnia 1943 – pieczęcią z tekstem „Niech żyją Polskie Siły Zbrojne”.
Wydawał pisma: „Brzask”, „Wzlot”.